# سيلاس دونكان
سيلاس دونكان (بالإنجليزية: Silas Duncan)‏ هو ضابط أمريكي، ولد في 1788 في روكاواي ‏ في الولايات المتحدة، وتوفي في 14 سبتمبر 1834 في وايت سولفور سبرينغز في الولايات المتحدة.